# Танява-1 (заповідне урочище)
Таня́ва-1 — заповідне урочище в Україні. Розташоване в межах Болехівської міської громади Калуського району Івано-Франківської області, на південь від села Танява.
Площа 29 га. Статус надано згідно з рішенням облвиконкому від 19.07.1988 року № 128. Перебуває у віданні ДП «Болехівський держлісгосп» (Болехівське л-во, кв. 5, вид. 12). 
Статус надано з метою збереження частини лісового масиву з високопродуктивним буковим насадженням віком бл. 110 років. Заповідне урочище розташоване в нижньому гірському поясі Карпат, на північно-східній околиці масиву Сколівські Бескиди.